# Chung kết UEFA Champions League 2025
Chung kết UEFA Champions League 2025 là trận đấu cuối cùng của UEFA Champions League 2024–25, mùa giải thứ 70 của giải bóng đá cấp câu lạc bộ hàng đầu châu Âu do UEFA tổ chức và là mùa giải thứ 33 kể từ khi được đổi tên từ European Champion Clubs' Cup thành UEFA Champions League. Trận đấu chứng kiến màn so tài giữa Paris Saint-Germain và Inter Milan, và được diễn ra tại sân vận động Allianz Arena ở thành phố Munich, Đức vào ngày 31 tháng 5 năm 2025. Đây là trận chung kết UEFA Champions League đầu tiên được thi đấu theo thể thức "hệ thống Thụy Sĩ" (Swiss-system), và cũng là trận chung kết UEFA Champions League đầu tiên mà không có sự góp mặt của bất kỳ câu lạc bộ nào đến từ Anh, Tây Ban Nha hoặc Đức kể từ khi Porto đánh bại Monaco trong trận chung kết năm 2004. 
Paris Saint-Germain là đội giành chiến thắng trong trận chung kết khi vùi dập Inter Milan với tỷ số 5–0, qua đó giành quyền thi đấu với Tottenham Hotspur, đội vô địch UEFA Europa League 2024–25, trong trận đấu tranh Siêu cúp châu Âu 2025. Đây là lần thứ hai một câu lạc bộ Pháp vô địch UEFA Champions League, sau Marseille vào năm 1993. Với chiến thắng này, Paris Saint-Germain đã hoàn tất việc giành cú ăn ba của châu lục, riêng Luis Enrique có lần thứ hai làm được điều này. Chiến thắng với cách biệt năm bàn của Paris Saint-Germain là chiến thắng với tỷ số cách biệt lớn nhất từng được ghi nhận trong một trận chung kết cúp C1 châu Âu (European Cup và UEFA Champions League), và số bàn thắng họ ghi được trong trận này chỉ xếp sau Real Madrid với bảy bàn trong trận chung kết năm 1960. 

## Bối cảnh

### Các đội bóng
Paris Saint-Germain bước vào trận chung kết Champions League lần thứ hai trong lịch sử, và là lần đầu tiên kể từ năm 2020, khi họ để thua Bayern München. Đây cũng là trận chung kết cúp châu Âu thứ năm của Paris Saint-Germain, bởi trước năm 2020 họ cũng đã từng góp mặt trong hai trận chung kết liên tiếp của Cúp C2 châu Âu (UEFA Cup Winners’ Cup). Đội bóng này đã giành chiến thắng 1–0 trước Rapid Wien trong trận chung kết năm 1996, trước khi thất bại với tỷ số tương tự trước Barcelona ở trận chung kết năm 1997 khi cố gắng bảo vệ danh hiệu. Đội bóng nước Pháp cũng từng tranh Siêu cúp châu Âu năm 1996, nhưng để thua Juventus với tổng tỷ số 2–9 sau hai lượt trận. Trong lần vào chung kết năm 2025 này, Paris Saint-Germain đặt mục tiêu trở thành đội bóng Pháp thứ hai vô địch Cúp C1/Champions League, sau kỳ tích của kình địch Marseille vào năm 1993 — điều trùng hợp là trận chung kết năm đó cũng diễn ra tại Munich. Ngoài ra, họ hướng đến mục tiêu trở thành đội bóng Pháp đầu tiên hoàn tất cú ăn ba châu lục, sau khi đã vô địch Ligue 1 và Cúp Quốc gia Pháp (Coupe de France). Paris Saint-Germain cũng đã giành Siêu cúp Pháp (Trophée des Champions), nên đứng trước cơ hội thâu tóm toàn bộ danh hiệu có thể đạt được trong một mùa giải. Huấn luyện viên trưởng của họ, Luis Enrique đặt mục tiêu giành cú ăn ba ở cấp độ châu lục lần thứ hai trong sự nghiệp, sau khi từng làm được điều này cùng Barcelona ở mùa giải 2014–15. 
Về phía đối thủ Inter Milan, đây là lần thứ 13 đội bóng này góp mặt ở một trận chung kết cúp châu Âu, và là lần thứ bảy họ chơi trong trận chung kết Cúp C1/Champions League. Họ từng ba lần vô địch giải đấu này: thắng Real Madrid 3–1 năm 1964, thắng Benfica 1–0 năm 1965, và thắng Bayern Munich 2–0 năm 2010 – chiến thắng giúp Inter hoàn tất cú ăn ba lịch sử. Họ cũng từng ba lần thất bại ở chung kết: thua Celtic 1–2 năm 1967, thua Ajax 0–2 năm 1972 và thua Manchester City 0–1 năm 2023 – những trận thua này đều giúp đối thủ của họ giành cú ăn ba mùa đó. Inter cũng từng góp mặt trong năm trận chung kết UEFA Cup/Europa League, thắng các năm 1991, 1994 và 1998, nhưng thua vào các năm 1997 và 2020. Ngoài ra, họ cũng thua Atlético Madrid 0–2 trong trận Siêu cúp châu Âu 2010. Inter Milan là đội bóng Italia gần nhất từng vô địch Champions League. Kể từ năm 2010, chỉ có một đội bóng Italia khác – Juventus – vào tới chung kết Champions League, nhưng đều thất bại vào các năm 2015 và 2017. Huấn luyện viên của Inter, Simone Inzaghi hướng tới danh hiệu châu Âu đầu tiên trong sự nghiệp cầm quân, và danh hiệu châu Âu thứ hai trong sự nghiệp cầu thủ, sau khi từng cùng Lazio đánh bại Manchester United trong trận Siêu cúp châu Âu năm 1999. Tiền vệ Henrikh Mkhitaryan của Inter cũng đứng trước cơ hội trở thành cầu thủ thứ 11 trong lịch sử giành trọn bộ ba danh hiệu châu Âu cấp câu lạc bộ (Champions League, Europa League và Conference League), và là người đầu tiên làm được điều đó với ba câu lạc bộ khác nhau: Manchester United (vô địch Europa League 2016–17) và Roma (vô địch Conference League 2021–22).
Hai đội chưa từng đối đầu nhau trong bất kỳ trận đấu chính thức nào, nhưng đã gặp nhau năm lần trong các trận giao hữu. Kết quả, PSG thắng 3 trận, hòa 1 (Inter thắng trên chấm luân lưu), còn Inter thắng 1 trận trong 90 phút.

### Lần vào chung kết trước
Trong bảng sau đây, các trận chung kết đến năm 1992 thuộc kỷ nguyên Cúp C1 châu Âu, kể từ năm 1993 trở đi thuộc kỷ nguyên UEFA Champions League.
| Đội                 | Các lần tham dự trận chung kết trước (in đậm thể hiện năm vô địch) |
| ------------------- | ------------------------------------------------------------------ |
| Paris Saint-Germain | 1 (2020)                                                           |
| Inter Milan         | 6 (1964, 1965, 1967, 1972, 2010, 2023)                             |

## Địa điểm
Đây là trận chung kết UEFA Champions League thứ hai được tổ chức tại Allianz Arena; lần đầu tiên được tổ chức vào năm 2012. Nhìn chung, đây là trận chung kết Cúp châu Âu thứ năm được tổ chức tại Munich, với 1979, 1993, và 1997 diễn ra tại Olympiastadion. Mỗi một trong bốn trận chung kết trước đó được tổ chức tại Munich đều chứng kiến một nhà vô địch lần đầu tiên của giải đấu được trao vương miện (Nottingham Forest năm 1979, Marseille năm 1993, Borussia Dortmund năm 1997 và Chelsea năm 2012). Trận chung kết này cũng là trận chung kết thứ chín diễn ra tại Đức, trước đó đã diễn ra tại Stuttgart trong 1959 và 1988, Gelsenkirchen trong 2004, và Berlin trong 2015, cân bằng kỷ lục chín trận chung kết Cúp châu Âu được tổ chức tại Ý và Anh. Allianz Arena trước đây từng tổ chức các trận đấu tại World Cup 2006 và được chọn làm địa điểm tổ chức UEFA Euro 2020 và UEFA Euro 2024.

### Lựa chọn chủ nhà
Ngày 16 tháng 7 năm 2021, Ủy ban điều hành UEFA đã thông báo rằng Sân vận động Olympic Atatürk ở Istanbul sẽ tổ chức Chung kết UEFA Champions League 2023 thay vì Munich. Nguyên nhân là do Istanbul đã hai lần phải chuyển địa điểm tổ chức trận chung kết Champions League dự kiến diễn ra tại thành phố của họ do đại dịch COVID-19. Ban đầu được lên kế hoạch tổ chức trận chung kết năm 2020, trận đấu đã được chuyển đến Lisbon và địa điểm tổ chức trận chung kết đã lùi lại một năm, thay vào đó Istanbul được trao quyền đăng cai trận chung kết năm 2021. Tuy nhiên, vài tuần trước trận chung kết, lịch thi đấu năm 2021 đã được chuyển đến Porto do hạn chế đi lại.
Ban đầu, Munich được Ủy ban điều hành UEFA chọn là nơi tổ chức trận chung kết 2022 trong cuộc họp của họ tại Ljubljana, Slovenia vào ngày 24 tháng 9 năm 2019, sau đó đã được lên kế hoạch tổ chức trận chung kết 2023 sau khi thay đổi chủ nhà cuối cùng. Tuy nhiên, thành phố đã được trao quyền tổ chức trận chung kết năm 2025 thay thế sau khi bị Istanbul loại khỏi năm 2023.

## Đường đến trận chung kết
Ghi chú: Trong tất cả các kết quả dưới đây, tỉ số của đội lọt vào chung kết được đưa ra trước tiên (N: sân nhà; K: sân khách).
| VT | Đội                 | ST | Đ  |
| -- | ------------------- | -- | -- |
| 13 | Milan               | 8  | 15 |
| 14 | PSV Eindhoven       | 8  | 14 |
| 15 | Paris Saint-Germain | 8  | 13 |
| 16 | Benfica             | 8  | 13 |
| 17 | Monaco              | 8  | 13 |

| VT | Đội              | ST | Đ  |
| -- | ---------------- | -- | -- |
| 2  | Barcelona        | 8  | 19 |
| 3  | Arsenal          | 8  | 19 |
| 4  | Inter Milan      | 8  | 19 |
| 5  | Atlético Madrid  | 8  | 18 |
| 6  | Bayer Leverkusen | 8  | 16 |

Với tư cách nhà vô địch Ligue 1 mùa giải 2023–24, Paris Saint-Germain lọt thẳng vào vòng đấu hạng của UEFA Champions League 2024–25 và nằm ở nhóm hạt giống số 1. Họ không có thành tích tốt ở vòng đấu hạng khi xếp thứ 15 và chỉ thắng 4, hòa 1 và thua 3. Họ phải thi đấu vòng play-off nhằm xác định 8 đội vào vòng 1/8, và thắng đậm 10–0 sau hai lượt trận trước đội bóng đồng hương Brest. Ở vòng 1/8, họ phải gặp đội dẫn đầu vòng phân hạng là Liverpool, thậm chí đã để thua 0–1 trên sân nhà ở lượt đi nhưng Paris Saint-Germain đã thắng với tỷ số tương tự ở lượt về tại Anfield và thắng 4–1 trên loạt luân lưu để vào tứ kết. Ở tứ kết, Paris Saint-Germain tiếp tục gặp một đội bóng Anh khác là Aston Villa, và họ thắng với tổng tỷ số 5–4 sau hai lượt trận để lọt vào bán kết. Ở vòng đấu này, Paris Saint-Germain tiếp tục gặp một đội bóng Anh là Arsenal, đội bóng đã đánh bại họ ở vòng đấu hạng. Paris Saint-Germain đã đánh bại đại diện của Anh trong cả hai lượt trận đi và về, và thắng với tổng tỷ số 3–1 chung cuộc để lọt vào trận chung kết.
Inter Milan cũng lọt vào vòng phân hạng với tư cách nhà vô địch Serie A 2023–24 và nằm ở nhóm hạt giống số 1. Đội bóng kết thúc vòng đấu hạng ở vị trí thứ 4 với thành tích thắng 6, hòa 1, thua 1 và chỉ để lọt lưới 1 bàn, qua đó được đi tiếp thẳng vào vòng 1/8. Ở vòng đấu này, Inter đã đánh bại Feyenoord 4–1 sau hai lượt trận để tiến vào tứ kết. Họ chạm trán đại diện Đức Bayern München, và giành chiến thắng 2–1 ngay trên sân Allianz Arena ở trận lượt đi. Ở lượt về trên sân nhà, Inter cầm hòa đối thủ 2–2, qua đó thắng chung cuộc 4–3 sau hai lượt trận và giành vé vào bán kết. Trong trận bán kết với Barcelona, Inter và Barca đã cống hiến trận đấu mãn nhãn với 13 bàn thắng được ghi sau hai lượt trận, cân bằng kỷ lục về tổng số bàn thắng trong một cặp bán kết Champions League với cặp Liverpool–AS Roma năm 2018; Inter đã hòa 3–3 trên sân khách ở lượt đi và thắng 4–3 ở lượt về với bàn thắng trong hiệp phụ của Davide Frattesi để lọt vào trận chung kết.

## Trước trận đấu
Nhận diện hình ảnh của trận chung kết UEFA Champions League 2025 đã được công bố vào ngày 28 tháng 1 năm 2025. Ngày 16 tháng 4 năm 2025, ban nhạc rock người Mỹ Linkin Park đã được chọn làm nghệ sĩ trình diễn của lễ khai mạc. Đến ngày 26 tháng 5, nghệ sĩ vĩ cầm người Đức David Garrett được thông báo sẽ trình diễn bản phối lại của ca khúc Seven Nation Army (White Stripes) trong phần giới thiệu cúp vô địch, ngay trước khi hai đội bước ra sân.

## Trận đấu

### Diễn biến
Khi hiệp một trôi qua ít phút, phút thứ 7, Paris Saint-Germain được hưởng đá phạt sau khi Doué bị Alessandro Bastoni đẩy ngã, nhưng không có bàn thắng nào được ghi. Phút 12, Vitinha chuyền bóng cho Desire Doue, người sau đó kiến tạo cho Achraf Hakimi ghi bàn vào lưới trống, mở tỷ số cho đội bóng nước Pháp. Tám phút sau, Paris Saint-Germain nhân đôi cách biệt khi Ousmane Dembélé chuyền bóng cho Doué, và cú sút của anh bật người Federico Dimarco đi vào lưới. Phút 23, Francesco Acerbi của Inter Milan đánh đầu đưa bóng vượt xà ngang khung thành Donnarumma. Đến phút 37, Marcus Thuram của Inter bỏ lỡ cơ hội ghi bàn với một pha đánh đầu không trúng đích, đưa bóng đi chệch cột. Đội bóng nước Pháp thực hiện hai pha dứt điểm nguy hiểm ở phút 44 và phút bù giờ 45+3, nhưng đều không thành công.
Đầu hiệp hai, ở phút 46, Khvicha Kvaratskhelia của Paris Saint-Germain cũng bỏ lỡ một cơ hội. Sau đó ít phút, cầu thủ này có pha dứt điểm khác trong vòng cấm của Inter Milan nhưng không thành công. Đến phút 54, Inter thực hiện hai sự điều chỉnh: Benjamin Pavard và Dimarco rời sân, nhường chỗ cho Yann Bisseck và Nicola Zalewski. Chỉ hai phút sau khi vào sân, Zalewski nhận thẻ vàng vì pha vào bóng bằng gầm giày với Fabián Ruiz. Sau đó, huấn luyện viên Simone Inzaghi của Milan cũng bị phạt thẻ vàng vì phản ứng gay gắt với quyết định của trọng tài. Phút 61, Inter tiếp tục thay người: Matteo Darmian và Carlos Augusto vào sân thay Mkhitaryan và Bisseck – người bị thay ra do gặp vấn đề về chấn thương. Hai phút sau, Paris Saint-Germain ghi bàn thắng thứ ba với pha dứt điểm của Doué sau đường kiến tạo của Vitinha. Doué sau đó bị phạt thẻ vàng vì lỗi cởi áo ăn mừng, và ngay sau đó ít phút anh được rút ra nghỉ và thay bằng Bradley Barcola. Phút 70, Inter Milan tiếp tục thay người khi Kristjan Asllani vào thay Çalhanoğlu. Phút 73, Kvaratskhelia ghi bàn thắng thứ tư cho đội bóng nước Pháp sau đường chuyền của Dembélé. Ba phút sau, Thuram có cú sút trúng đích đầu tiên của Inter kể từ đầu trận, nhưng không thể làm khó thủ môn Gianluigi Donnarumma. Phút 78, Paris Saint-Germain thay người khi Nuno Mendes được thay ra và Lucas Hernandez vào sân; và sáu phút sau họ tiếp tục thay ba cầu thủ: Kvaratskhelia, João Neves và Fabián Ruiz rời sân nhường chỗ cho Gonçalo Ramos, Warren Zaïre-Emery và Senny Mayulu. Ba phút sau khi vào sân, Mayulu ghi bàn thắng thứ năm cho Paris Saint-Germain. Trong thời gian cuối trận, Inter nhận thêm hai thẻ vàng của Thuram và Acerbi. Không có phút bù giờ ở hiệp hai, trận đấu kết thúc với chiến thắng đậm 5–0 dành cho Paris Saint-Germain.

### Chi tiết
Đội chiến thắng ở trận bán kết 1 được chỉ định là đội "chủ nhà" cho mục đích hành chính.
| Paris Saint-Germain                                           | 5–0      | Inter Milan |
| ------------------------------------------------------------- | -------- | ----------- |
| - Hakimi 12' - Doué 20', 63' - Kvaratskhelia 73' - Mayulu 86' | Chi tiết |             |

| Paris Saint-Germain | Inter Milan |

| TM               | 1  | Gianluigi Donnarumma  |     |     |
| HV               | 2  | Achraf Hakimi         |     |     |
| HV               | 5  | Marquinhos (c)        |     |     |
| HV               | 51 | Willian Pacho         |     |     |
| HV               | 25 | Nuno Mendes           |     | 78' |
| TV               | 87 | João Neves            |     | 84' |
| TV               | 17 | Vitinha               |     |     |
| TV               | 8  | Fabián Ruiz           |     | 84' |
| TĐ               | 14 | Désiré Doué           | 65' | 66' |
| TĐ               | 10 | Ousmane Dembélé       |     |     |
| TĐ               | 7  | Khvicha Kvaratskhelia |     | 84' |
| Thay người:      |    |                       |     |     |
| TM               | 39 | Matvey Safonov        |     |     |
| TM               | 80 | Arnau Tenas           |     |     |
| HV               | 3  | Presnel Kimpembe      |     |     |
| HV               | 21 | Lucas Hernandez       |     | 78' |
| HV               | 35 | Lucas Beraldo         |     |     |
| TV               | 19 | Lee Kang-in           |     |     |
| TV               | 24 | Senny Mayulu          |     | 84' |
| TV               | 33 | Warren Zaïre-Emery    |     | 84' |
| TĐ               | 9  | Gonçalo Ramos         |     | 84' |
| TĐ               | 29 | Bradley Barcola       |     | 66' |
| TĐ               | 49 | Ibrahim Mbaye         |     |     |
| Huấn luyện viên: |    |                       |     |     |
| Luis Enrique     |    |                       |     |     |

| TM               | 1              | Yann Sommer          |     |         |
| HV               | 28             | Benjamin Pavard      |     | 53'     |
| HV               | 15             | Francesco Acerbi     | 71' |         |
| HV               | 95             | Alessandro Bastoni   |     |         |
| TV               | 2              | Denzel Dumfries      |     |         |
| TV               | 23             | Nicolò Barella       |     |         |
| TV               | 20             | Hakan Çalhanoğlu     |     | 70'     |
| TV               | 22             | Henrikh Mkhitaryan   |     | 62'     |
| TV               | 32             | Federico Dimarco     |     | 53'     |
| TĐ               | 9              | Marcus Thuram        | 69' |         |
| TĐ               | 10             | Lautaro Martínez (c) |     |         |
| Thay người:      |                |                      |     |         |
| TM               | 12             | Raffaele Di Gennaro  |     |         |
| TM               | 13             | Josep Martínez       |     |         |
| HV               | 6              | Stefan de Vrij       |     |         |
| HV               | 30             | Carlos Augusto       |     | 62'     |
| HV               | 31             | Yann Aurel Bisseck   |     | 53' 62' |
| HV               | 36             | Matteo Darmian       |     | 62'     |
| TV               | 7              | Piotr Zieliński      |     |         |
| TV               | 16             | Davide Frattesi      |     |         |
| TV               | 21             | Kristjan Asllani     |     | 70'     |
| TV               | 59             | Nicola Zalewski      | 56' | 53'     |
| TĐ               | 8              | Marko Arnautović     |     |         |
| TĐ               | 99             | Mehdi Taremi         |     |         |
| Huấn luyện viên: |                |                      |     |         |
| Simone Inzaghi   | Simone Inzaghi | Simone Inzaghi       | 58' |         |

| Cầu thủ xuất sắc nhất trận đấu: Désiré Doué (Paris Saint-Germain) Trợ lý trọng tài: Mihai Marica (România) Ferencz Tunyogi (România) Trọng tài bàn: João Pinheiro (Bồ Đào Nha) Trợ lý trọng tài dự phòng: Bruno Jesus (Bồ Đào Nha) Trợ lý trọng tài video: Dennis Higler (Hà Lan) Trợ lý tổ trợ lý trọng tài video: Cătălin Popa (România) Hỗ trợ tổ trợ lý trọng tài video: Pol van Boekel (Hà Lan) | Quy tắc trận đấu: - 90 phút. - 30 phút hiệp phụ nếu cần thiết. - Loạt sút luân lưu nếu vẫn có tỷ số hòa. - Được phép thay tối đa 5 cầu thủ, và được thay thêm 1 cầu thủ thứ sáu trong hiệp phụ. |

### Thống kê
| Chỉ số               | Paris Saint-Germain | Inter Milan |
| -------------------- | ------------------- | ----------- |
| Số bàn thắng         | 2                   | 0           |
| Số cú sút            | 13                  | 2           |
| Sút trúng đích       | 5                   | 0           |
| Thủ môn cản phá      | 0                   | 3           |
| Tỷ lệ kiểm soát bóng | 61%                 | 39%         |
| Phạt góc             | 3                   | 2           |
| Phạm lỗi             | 5                   | 1           |
| Việt vị              | 0                   | 1           |
| Thẻ vàng             | 0                   | 0           |
| Thẻ đỏ               | 0                   | 0           |

| Chỉ số               | Paris Saint-Germain | Inter Milan |
| -------------------- | ------------------- | ----------- |
| Số bàn thắng         | 3                   | 0           |
| Số cú sút            | 10                  | 6           |
| Sút trúng đích       | 3                   | 2           |
| Thủ môn cản phá      | 2                   | 0           |
| Tỷ lệ kiểm soát bóng | 57%                 | 43%         |
| Phạt góc             | 1                   | 4           |
| Phạm lỗi             | 8                   | 6           |
| Việt vị              | 0                   | 4           |
| Thẻ vàng             | 2                   | 4           |
| Thẻ đỏ               | 0                   | 0           |

| Chỉ số               | Paris Saint-Germain | Inter Milan |
| -------------------- | ------------------- | ----------- |
| Số bàn thắng         | 5                   | 0           |
| Số cú sút            | 23                  | 8           |
| Sút trúng đích       | 8                   | 2           |
| Thủ môn cản phá      | 2                   | 3           |
| Tỷ lệ kiểm soát bóng | 59%                 | 41%         |
| Phạt góc             | 4                   | 6           |
| Phạm lỗi             | 13                  | 7           |
| Việt vị              | 0                   | 5           |
| Thẻ vàng             | 2                   | 4           |
| Thẻ đỏ               | 0                   | 0           |

## Sau trận đấu

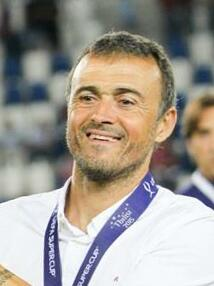
Luis Enrique, huấn luyện viên thứ hai giành cú ăn ba hai lần ở châu Âu

Với chiến thắng này, Paris Saint-Germain có lần đầu tiên vô địch Champions League, và là đội bóng Pháp thứ hai làm được điều này sau kình địch Marseille năm 1993. Họ cũng trở thành đội bóng thứ mười một tại châu Âu đoạt cú ăn ba cấp độ châu lục trong lịch sử. Huấn luyện viên Luis Enrique cũng đã giành cú ăn ba châu Âu lần thứ hai trong sự nghiệp, sau khi từng đạt được thành tích này cùng Barcelona ở mùa giải 2014–15. Với chiến thắng lần này, ông trở thành huấn luyện viên thứ hai lập được kỳ tích đó, sau người đồng nghiệp từng là cầu thủ và huấn luyện viên của Barcelona – Pep Guardiola, người đã làm được điều đó vào các mùa giải 2008–09 với Barcelona và 2022–23 với Manchester City. Đồng thời, Luis Enrique cũng trở thành huấn luyện viên thứ bảy trong lịch sử vô địch Cúp C1/Champions League cùng với hai câu lạc bộ khác nhau. Desire Doué cũng trở thành cầu thủ trẻ nhất ghi bàn và kiến tạo trong một trận chung kết Champions League khi mới 19 tuổi 362 ngày.
Với chiến thắng 5–0 của Paris Saint-Germain trước Inter Milan trong trận chung kết UEFA Champions League, trận đấu này đã ghi nhận chiến thắng cách biệt nhất (đậm nhất) trong lịch sử các trận chung kết Cúp C1 châu Âu, bao gồm UEFA Champions League và European Cup trước đây, tính từ khi giải đấu ra đời năm 1956. Họ cũng là đội đầu tiên ghi được 5 bàn trong trận chung kết Champions League kể từ năm 1962.